# Сандрачук, Александр Сергеевич
Алекса́ндр Серге́евич Сандрачу́к (род. 2 января 2002, Сестрорецк, Санкт-Петербург) — российский футболист, защитник махачкалинского «Динамо».

## Клубная карьера
Родился в Сестрорецке.
Футболом начал заниматься в сестрорецкой СДЮШОР им. Коренькова. В 2012 году перешёл в академию петербуржского «Зенита».
12 ноября 2020 года в матче первенства ПФЛ против «Звезды» дебютировал в профессиональном футболе за «Зенит-2». С фарм-клубом в сезоне 2020/21 занял 2-е место во 2 группе первенства ПФЛ.
Также в составе «Зенита» стал бронзовым призёром молодёжного первенства 2020/21.
15 июля 2022 года пополнил состав клуба «Уфа». 17 июля 2022 года дебютировал в Первой лиге в матче против «Кубани». 
1 августа 2022 года в матче против «Рубина» травмировал крестообразные связки колена, вследствие чего пропустил 8 месяцев.
27 июня 2023 года перешёл в махачкалинское «Динамо». В сезоне 2023/24 с командой стал серебряным призёром Первой лиги и вышел в РПЛ.
21 июля 2024 года сыграл дебютный матч за «Динамо» в чемпионате России против клуба «Химки».

## Карьера в сборной
20 марта 2019 года в рамках квалификации на чемпионат Европы провел матч за сборную России (до 17 лет) против сборной Польши.
Осенью 2019 года сыграл 4 товарищеских игры в составе сборной России (до 19 лет).

## Статистика выступлений
| Выступление            | Выступление       | Выступление      | Лига | Лига | Кубки | Кубки | Итого | Итого |
| Клуб                   | Лига              | Сезон            | Игры | Голы | Игры  | Голы  | Игры  | Голы  |
| ---------------------- | ----------------- | ---------------- | ---- | ---- | ----- | ----- | ----- | ----- |
| Зенит-2                | ПФЛ               | 2020/21          | 3    | 0    | —     | —     | 3     | 0     |
| Зенит-2                | Второй дивизион   | 2021/22          | 24   | 2    | —     | —     | 24    | 2     |
| Зенит-2                | Итого             | Итого            | 27   | 2    | —     | —     | 27    | 2     |
| Уфа                    | Первая лига       | 2022/23          | 12   | 1    | 0     | 0     | 12    | 1     |
| Уфа                    | Итого             | Итого            | 12   | 1    | 0     | 0     | 12    | 1     |
| Динамо (Махачкала)     | Первая лига       | 2023/24          | 29   | 0    | 1     | 0     | 30    | 0     |
| Динамо (Махачкала)     | РПЛ               | 2024/25          | 10   | 0    | 3     | 0     | 13    | 0     |
| Динамо (Махачкала)     | Итого             | Итого            | 39   | 0    | 4     | 0     | 43    | 0     |
| → Динамо-2 (Махачкала) | Вторая лига («Б») | 2023             | 2    | 0    | —     | —     | 2     | 0     |
| → Динамо-2 (Махачкала) | Итого             | Итого            | 2    | 0    | —     | —     | 2     | 0     |
| Всего за карьеру       | Всего за карьеру  | Всего за карьеру | 80   | 3    | 4     | 0     | 84    | 3     |

## Достижения
«Зенит» (СПб)
- Бронзовый призёр молодёжного первенства России: 2020/21

«Зенит-2»
- Серебряный призёр ПФЛ: 2020/21

«Динамо» (Махачкала)
- Серебряный призёр Первой лиги: 2023/24